# Хорат
Хорат (нем. Horath) — община в Германии, в земле Рейнланд-Пфальц. 
Входит в состав района Бернкастель-Витлих. Подчиняется управлению Тальфанг ам Эрбескопф.  Население составляет 432 человека (на 31 декабря 2010 года). Занимает площадь 11,89 км².